# Ojo de Agua Seco
Ojo de Agua Seco är en ort i Mexiko.   Den ligger i kommunen Rioverde och delstaten San Luis Potosí, i den centrala delen av landet, 290 km norr om huvudstaden Mexico City. Ojo de Agua Seco ligger 1 077 meter över havet och antalet invånare är 551.
Terrängen runt Ojo de Agua Seco är kuperad åt sydväst, men åt nordost är den platt. Runt Ojo de Agua Seco är det ganska glesbefolkat, med 29 invånare per kvadratkilometer. Närmaste större samhälle är Ciudad Fernández, 11,6 km nordost om Ojo de Agua Seco. Trakten runt Ojo de Agua Seco består i huvudsak av gräsmarker.